# 수원외국어고등학교
수원외국어고등학교(水原外國語高等學校)는 대한민국 경기도 수원시 영통구 이의동에 있는 공립 외국어고등학교이다.

## 학교 연혁
- 2006년 3월 1일 : 초대 차광순 교장 취임
- 2006년 3월 6일 : 제1회 입학식 (248명)
- 2009년 2월 5일 : 제1회 졸업식 (234명, 조기졸업 5명)
- 2016년 2월 5일 : 제8회 졸업식 (212명)
- 2016년 9월 1일 : 제6대 서동신 교장 취임

## 설치 학과
- 영어과
- 프랑스어과
- 중국어과
- 일본어과
- 러시아어과

## 참고 자료
- 수원외국어고등학교 - 한국교육학술정보원 학교알리미